# El Cristall Badalona
El Cristall Badalona va ser una empresa catalana amb seu i fàbrica a Badalona dedicada a la fabricació d'articles de vidre i cristall, coneguda popularment a la ciutat com «El Cristall». L'empresa va ser fundada el 1866 amb el nom Badia, Grau i Cia. i coneguda des de 1874 com Artur Farrés i Cia., que es va integrar el 1908 a la Unión Vidriera de España. Va ser la primera fàbrica del sector vidrier a la ciutat de Badalona. Després d'una llarga crisi la societat va ser clausurada el 1984, els treballadors van constituir-se en societat anònima laboral amb el nom El Cristall Badalona i van mantenir la fàbrica fins al seu tancament definitiu l'any 2014.

## Història

### Orígens
Els orígens d'El Cristall es remunten al 9 de maig de 1866, quan es va constituir la societat Badia, Grau i Cia., amb la finalitat de crear una fàbrica especialitzada d'articles de vidre i cristall, fet que la va convertir en la primera empresa de Badalona en el sector vidrier. La fàbrica es va instal·lar a la carretera de Mataró, a l'antic veïnat de Pomar de Baix (actualment correspondria al barri de Canyadó), on va romandre fins a la seva desaparició. Els tècnics que hi va haver al començament per posar en marxa la fàbrica eren francesos, i els primers treballadors eren d'Alsàcia, quelcom que va motivar que el barri de l'entorn fos conegut com «la França Xica». La denominació social va canviar diverses vegades a causa de l'entrada i canvi de socis, el 1870 es deia Ramon Pi i Cia.

### Artur Farrés i Cia
Poc després, el 15 de setembre de 1874 es constitueix la societat Artur Farrés i Cia, que comercialment serà coneguda amb el nom de Cristalería Badalonesa, de la mà del destacat industrial vidrier Artur Farrés i Xarlant, que introduir innovacions tècniques que servirà de mestratge a altres fàbriques del sector.
Durant l'etapa de Farrés, la cristalleria va ser la primera en la producció d'articles de cristall i vidre per a enllumenat de gas i petroli, a més de vasos i gerres per al servei de taula, ampolles de licors, olis i productes de fantasia de colors de tota mena, fossin gravats, tallats o decorats. El 1880 el volum de negoci era molt, com demostra el fet que fabriqués 2.500.000 peces cada any, gran part de les quals fins a 1898 es van destinar al mercat de les Antilles espanyoles. Val a dir que fins a 1931 va ser proveïdora de la Casa Reial espanyola, relació que reprendria més endavant.
La fàbrica va assolir ressò gràcies al prestigi professional dels seus operaris, vinguts no sols de França, sinó d'Hongria, Suïssa i Txecoslovàquia, a més dels treballadors autòctons.

### Integració a la Unión Vidriera
El 1908, la societat A. Farrés i Cia. es va integrar a la Unión Vidriera de España, un trust impulsat pel mateix Farrés, que va agrupar les deu cristalleries espanyoles més poderoses, set de les quals eren catalanes. Encara que la seva constitució era per un temps determinat, el 1913 tots els empresaris van firmar perquè tingués un caràcter indefinit. El fet d'agrupar un nombre tan important de fàbriques va repercutir que el catàleg de la nova empresa fos més extens i eclèctic. Aquesta fórmula va durant molts anys i la va convertir en la primera del sector de tot l'estat espanyol.
Amb els anys les diverses fàbriques van tancar o van ser absorbides per altres, el 1948 només en quedaven sis i pels volts de 1950 només quedava la fàbrica de Badalona, que serà l'única que va subsistir i que conservarà el nom d'Unión Vidriera. Fins als anys 60 l'empresa va viure un període de bonança, però a partir de la dècada següent, amb la crisi del petroli, va començar entrar en crisi i va motivar el canvi de font d'energia de fuel a gas. Amb tot, el canvi no va afavorir la millora, sinó que la crisi es va perllongar, la direcció no va saber capaç d'adaptar-se a les noves condicions de mercat i la maquinària i el sistema d'organització de la fàbrica quedaven cada vegada més obsolets.
El 1981, quan l'empresa ja en crisi encara donava feina a dos-cents treballadors, va haver d'enderrocar la xemeneia pel grau d'inlinació que estava prenent i l'alt risc d'esfondrament. Finalment, el gener 1984 va entrar en fallida, deixant 120 treballadors al carrer i l'empresa va ser clausurada, però un grup de treballadors va constituir una societat laboral amb el nom de El Cristall Badalona S.A.L.

### Darrera etapa
La nova societat va reorganitzar la gestió de la fàbrica, va reduir la mida de les instal·lacions ajustant-se a la realitat del volum de producció i a l'organització de treball. A més es van restablir relacions amb els antics clients i proveïdors. Després de dos anys de molts esforços, l'empresa va aconseguir superar la crisi que arrossegava des de feia deu anys.
El 2014 la fàbrica va tancar definitivament. El mateix any va fer donació al Museu de Badalona d'un mostrari de 200 peces de cristall (globus de llum, peces de bany, gerros, ampolles de perfum...), a més de diversos catàlegs, plànols de peces, fotografies antigues i un pantògraf, un aparell que serveix per a gravar el cristall amb àcid.